# Azat-le-Ris
Pour les articles homonymes, voir Azat (homonymie) et Ris.
Azat-le-Ris (prononcer [aza lə ʁi]) est une commune française située dans le département de la Haute-Vienne, en région Nouvelle-Aquitaine. Localisée à la limite nord du département, elle appartient à la province historique de la Marche.

## Géographie

### Localisation

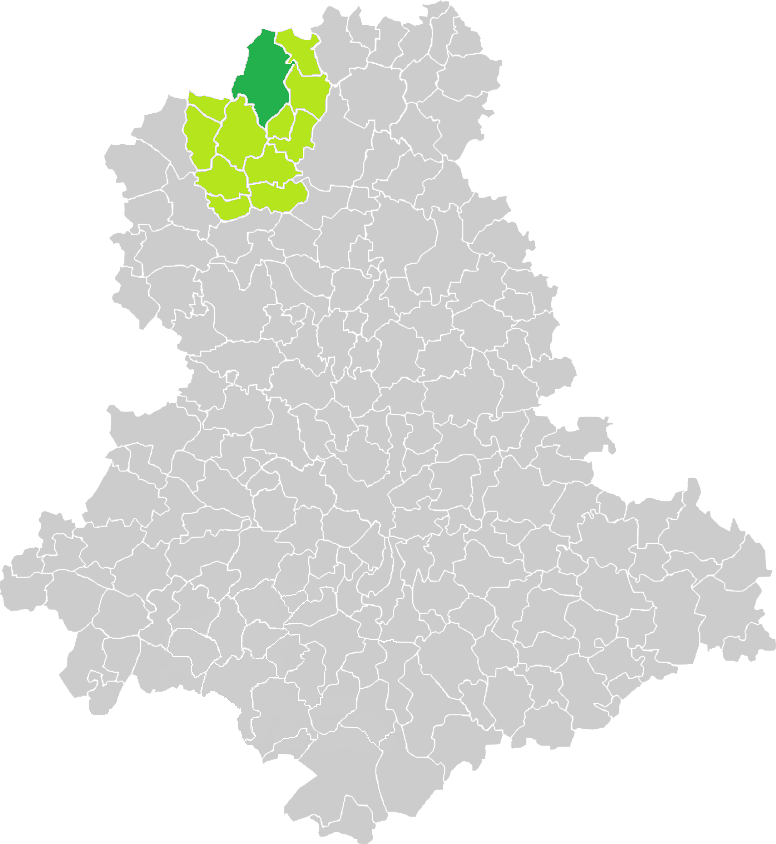
Azat-le-Ris en Haute-Vienne.

Azat-le-Ris est située dans la région Nouvelle-Aquitaine, dans le nord du département de la Haute-Vienne. À vol d’oiseau, elle est distante de 22 kilomètres de Bellac, chef-lieu de l'arrondissement, à 26,5 kilomètres de Châteauponsac, chef-lieu du canton, à 56,3 kilomètres de Limoges, chef-lieu du département, et à 207,5 kilomètres de la capitale régionale Bordeaux.
La commune est située dans la province historique de la Marche, à la limite du Poitou. Appartenant au fief de la Basse Marche, dont la capitale Le Dorat est situé à quelques kilomètres, la commune possède des paysages typiques.

### Communes limitrophes
| Bourg-Archambault (Vienne) | Brigueil-le-Chantre (Vienne) | Verneuil-Moustiers |
| Lathus-Saint-Rémy (Vienne) | Azat-le-Ris                  | Tersannes          |
|                            | Oradour-Saint-Genest         | La Bazeuge         |

### Géologie et relief
La superficie de la commune est de 5 622 hectares ; l'altitude varie entre 170 et 282 mètres.

### Hydrographie
Le territoire communal possède la source de la rivière Salleron.

### Climat
Pour des articles plus généraux, voir Climat de la Nouvelle-Aquitaine et Climat de la Haute-Vienne.
Historiquement, la commune est exposée à un climat océanique limousin.
En 2020, Météo-France publie une typologie des climats de la France métropolitaine dans laquelle la commune est exposée à un climat océanique altéré et est dans la région climatique Poitou-Charentes, caractérisée par un bon ensoleillement, particulièrement en été et des vents modérés.
Pour la période 1971-2000, la température annuelle moyenne est de 11,3 °C, avec une amplitude thermique annuelle de 14,9 °C. Le cumul annuel moyen de précipitations est de 869 mm, avec 12,6 jours de précipitations en janvier et 7,2 jours en juillet. Pour la période 1991-2020, la température moyenne annuelle observée sur la station météorologique la plus proche, située sur la commune du Dorat à 12 km à vol d'oiseau, est de 12,0 °C et le cumul annuel moyen de précipitations est de 912,7 mm,. Pour l'avenir, les paramètres climatiques de la commune estimés pour 2050 selon différents scénarios d’émission de gaz à effet de serre sont consultables sur un site dédié publié par Météo-France en novembre 2022.

### Voies de communication et transports
Le territoire de la commune n'est traversé par aucune autoroute. La sortie no 22 de l'autoroute A20 est le point d'entrée et de sortie le plus proche. Il est situé sur la commune d'Arnac-la-Poste, à 27 km à vol d'oiseau.
La route départementale 675 traverse l'est de la commune. Cette route relie Périgueux à Le Blanc.

## Urbanisme

### Typologie
Au 1er janvier 2024, Azat-le-Ris est catégorisée commune rurale à habitat très dispersé, selon la nouvelle grille communale de densité à sept niveaux définie par l'Insee en 2022.
Elle est située hors unité urbaine et hors attraction des villes,.

### Occupation des sols
L'occupation des sols de la commune, telle qu'elle ressort de la base de données européenne d’occupation biophysique des sols Corine Land Cover (CLC), est marquée par l'importance des territoires agricoles (91,9 % en 2018), en diminution par rapport à 1990 (94 %). La répartition détaillée en 2018 est la suivante : terres arables (38,1 %), prairies (37,8 %), zones agricoles hétérogènes (16 %), forêts (6 %), milieux à végétation arbustive et/ou herbacée (1,4 %), eaux continentales (0,7 %). L'évolution de l'occupation des sols de la commune et de ses infrastructures peut être observée sur les différentes représentations cartographiques du territoire : la carte de Cassini (XVIIIe siècle), la carte d'état-major (1820-1866) et les cartes ou photos aériennes de l'IGN pour la période actuelle (1950 à aujourd'hui).

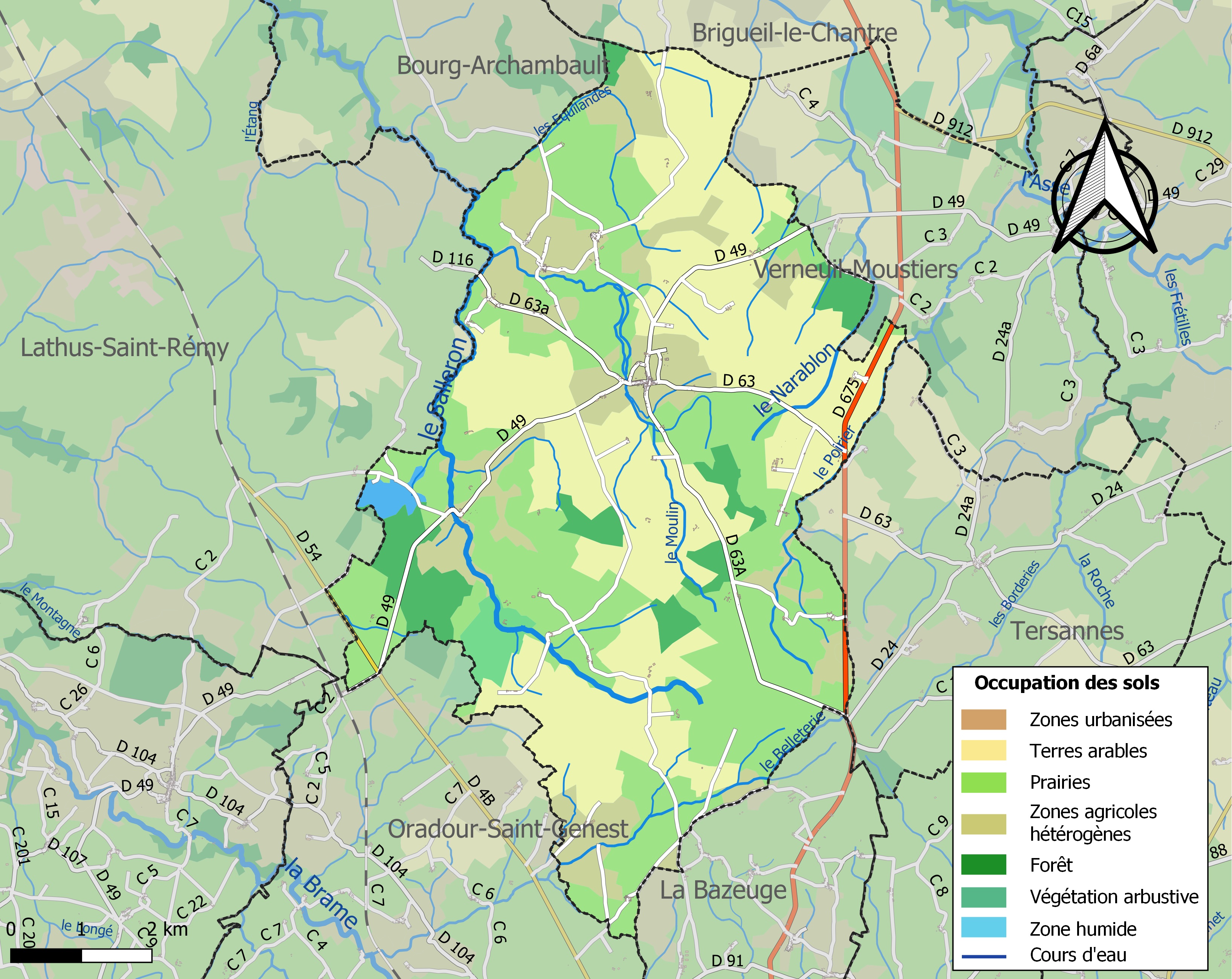
Carte des infrastructures et de l'occupation des sols de la commune en 2018 (CLC).

### Risques majeurs
Le territoire de la commune d'Azat-le-Ris est vulnérable à différents aléas naturels : météorologiques (tempête, orage, neige, grand froid, canicule ou sécheresse) et séisme (sismicité faible). Il est également exposé à un risque technologique, le transport de matières dangereuses, et à un risque particulier : le risque de radon. Un site publié par le BRGM permet d'évaluer simplement et rapidement les risques d'un bien localisé soit par son adresse soit par le numéro de sa parcelle.

#### Risques naturels

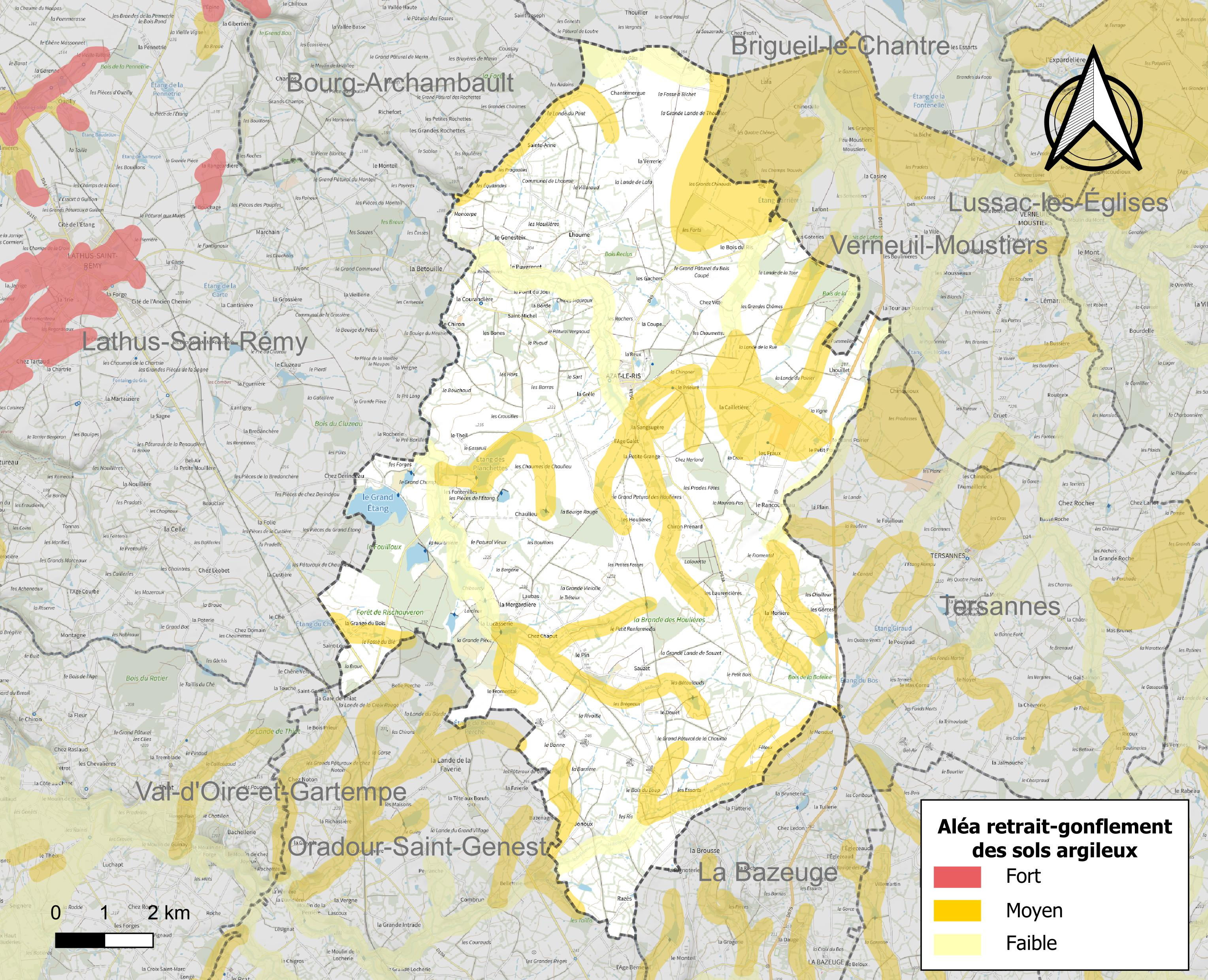
Carte des zones d'aléa retrait-gonflement des sols argileux d'Azat-le-Ris.

Le retrait-gonflement des sols argileux est susceptible d'engendrer des dommages importants aux bâtiments en cas d'alternance de périodes de sécheresse et de pluie. 22,1 % de la superficie communale est en aléa moyen ou fort (27 % au niveau départemental et 48,5 % au niveau national métropolitain). Depuis le 1er octobre 2020, en application de la loi ÉLAN, différentes contraintes s'imposent aux vendeurs, maîtres d'ouvrages ou constructeurs de biens situés dans une zone classée en aléa moyen ou fort,.
La commune a été reconnue en état de catastrophe naturelle au titre des dommages causés par les inondations et coulées de boue survenues en 1982 et 1999 et par des mouvements de terrain en 1999.

#### Risque particulier
Dans plusieurs parties du territoire national, le radon, accumulé dans certains logements ou autres locaux, peut constituer une source significative d'exposition de la population aux rayonnements ionisants. Selon la classification de 2018, la commune d'Azat-le-Ris est classée en zone 3, à savoir zone à potentiel radon significatif.

## Toponymie
Durant la Révolution, la commune porte le nom d'Azat-l'Unité.
En occitan, la commune porte le nom d'Asac le Riu (ou lo Ris), Asac signifiant « stagnant » et Riu (ou Ris) signifiant « ruisseau ». On retrouve sur les cartes de Cassini l'orthographe Asac le Ris. C'est par déformation phonétique qu'Asac (le c est muet) est devenu Azat.
Le village était également appelé Azat-le-Poumeux.
Le 17 novembre 1995, Azat-le-Riz devient officiellement Azat-le-Ris.

## Histoire
La commune abrite la baronnie du Ris-Chauvron. Jean Chauvron fit fortifier sa seigneurie et érigea en 1395 une grosse tour. La seigneurie fut érigée en baronnie en 1520 par le comte de la Marche. Le château ancien fut détruit, mais la grosse tour conservée. Un château moderne a été construit en 1882.
L'abbé de Saint-Martial de Limoges nomma le curé d'Azat-le-Ris du XVe au XVIIIe siècle.
Au XIXe siècle, Azat-le-Ris se caractérise comme un terroir de grande propriété ; elle représente plus de 75 % de la surface imposable. Le mode d'exploitation principal est le métayage. Les terres appartiennent en majorité à la bourgeoisie du Dorat. Les moyens et petits propriétaires sont peu nombreux. Les cultures céréalières dominent.
Dans la première moitié du XIXe siècle, une verrerie avait une importante production de bouteilles.
En 1939, Azat le Ris accueille  559 réfugiés alsaciens des communes de Wingen et de Steinseltz.
À la fin de la Seconde Guerre mondiale, dans la nuit du 11 au 12 juin 1944, quelques jours après le débarquement de Normandie, treize hommes, membre de la SAS sont parachutés sur le territoire de la commune, dans le cadre de l'opération Bulbasket, qui vise à effectuer des sabotages dans le département voisin de la Vienne.

## Politique et administration

### Tendances politiques et résultats
| Élections présidentielles, résultats des deuxièmes tours.                                    | Élections présidentielles, résultats des deuxièmes tours. | Élections présidentielles, résultats des deuxièmes tours. | Élections présidentielles, résultats des deuxièmes tours. | Élections présidentielles, résultats des deuxièmes tours. | Élections présidentielles, résultats des deuxièmes tours. | Élections présidentielles, résultats des deuxièmes tours. | Élections présidentielles, résultats des deuxièmes tours. |
| Année                                                                                        | Élu                                                       | Élu                                                       | Élu                                                       | Battu                                                     | Battu                                                     | Battu                                                     | Participation                                             |
| -------------------------------------------------------------------------------------------- | --------------------------------------------------------- | --------------------------------------------------------- | --------------------------------------------------------- | --------------------------------------------------------- | --------------------------------------------------------- | --------------------------------------------------------- | --------------------------------------------------------- |
| 2002                                                                                         | 83,52 %                                                   | Jacques Chirac                                            | RPR                                                       | 16,48 %                                                   | Jean-Marie Le Pen                                         | FN                                                        | 83,41 %                                                   |
| 2007                                                                                         | 60,43 %                                                   | Nicolas Sarkozy                                           | UMP                                                       | 39,66 %                                                   | Ségolène Royal                                            | PS                                                        | 92,04 %                                                   |
| 2012                                                                                         | 53,53 %                                                   | François Hollande                                         | PS                                                        | 46,47 %                                                   | Nicolas Sarkozy                                           | UMP                                                       | 90,82 %                                                   |
| 2017                                                                                         | 64,89 %                                                   | Emmanuel Macron                                           | EM                                                        | 35,11 %                                                   | Marine Le Pen                                             | FN                                                        | 79,21 %                                                   |
| 2022                                                                                         | 48,80 %                                                   | Emmanuel Macron                                           | LREM                                                      | 51,20 %                                                   | Marine Le Pen                                             | RN                                                        | 80,24 %                                                   |
| Élections législatives, résultats des deux meilleurs scores du dernier tour de scrutin.      |                                                           |                                                           |                                                           |                                                           |                                                           |                                                           |                                                           |
| Année                                                                                        | Élu                                                       | Élu                                                       | Élu                                                       | Battu                                                     | Battu                                                     | Battu                                                     | Participation                                             |
| Azat-le-Ris est répartie sur plusieurs circonscriptions, cf. les résultats des .             |                                                           |                                                           |                                                           |                                                           |                                                           |                                                           |                                                           |
| Avant 2010, Azat-le-Ris est répartie sur plusieurs circonscriptions, cf. les résultats des . |                                                           |                                                           |                                                           |                                                           |                                                           |                                                           |                                                           |
| 2002                                                                                         | 43,51 %                                                   | Marie-Françoise Pérol-Dumont                              | PS                                                        | 56,49 %                                                   | Béatrice Martineau                                        | UMP                                                       | 70,14 %                                                   |
| 2007                                                                                         | 50,33 %                                                   | Marie-Françoise Pérol-Dumont                              | PS                                                        | 49,67 %                                                   | Béatrice Martineau                                        | UMP                                                       | 75,74 %                                                   |
| Après 2010, Azat-le-Ris est répartie sur plusieurs circonscriptions, cf. les résultats de .  |                                                           |                                                           |                                                           |                                                           |                                                           |                                                           |                                                           |
| 2012                                                                                         | 53,57 %                                                   | Catherine Beaubatie                                       | PS                                                        | 46,43 %                                                   | Jean-Marc Gabouty                                         | PR                                                        | 74,49 %                                                   |
| 2017                                                                                         | 57,89 %                                                   | Marie-Ange Magne                                          | LREM                                                      | 42,11 %                                                   | Guillaume Guérin                                          | LR                                                        | 57,87 %                                                   |
| 2022                                                                                         | 32,10 %                                                   | Manon Meunier                                             | LFI                                                       | 67,90 %                                                   | Geoffroy Sardin                                           | LREM                                                      | 54,71 %                                                   |
| 2024                                                                                         | 26,83 %                                                   | Manon Meunier                                             | LFI                                                       | 47,97 %                                                   | Albin Freychet                                            | RN                                                        | 76,22 %                                                   |
| Élections européennes, résultats des deux meilleurs scores.                                  |                                                           |                                                           |                                                           |                                                           |                                                           |                                                           |                                                           |
| Année                                                                                        | Liste 1re                                                 | Liste 1re                                                 | Liste 1re                                                 | Liste 2e                                                  | Liste 2e                                                  | Liste 2e                                                  | Participation                                             |
| 2004                                                                                         | 28,85 %                                                   | Catherine Guy-Quint                                       | PS                                                        | 31,73 %                                                   | Brice Hortefeux                                           | UMP                                                       | 53,85 %                                                   |
| 2009                                                                                         | 36,27 %                                                   | Jean-Pierre Audy                                          | UMP                                                       | 11,76 %                                                   | Henri Weber                                               | PS                                                        | 47,58 %                                                   |
| 2014                                                                                         | 30,63 %                                                   | Bernard Monot                                             | FN                                                        | 21,62 %                                                   | Brice Hortefeux                                           | UMP                                                       | 55,09 %                                                   |
| 2019                                                                                         | 21,82 %                                                   | Nathalie Loiseau                                          | LREM                                                      | 21,82 %                                                   | Jordan Bardella                                           | RN                                                        | 67,21 %                                                   |
| 2024                                                                                         | %                                                         |                                                           |                                                           | %                                                         |                                                           |                                                           | %                                                         |
| Élections régionales, résultats des deux meilleurs scores.                                   |                                                           |                                                           |                                                           |                                                           |                                                           |                                                           |                                                           |
| Année                                                                                        | Liste 1re                                                 | Liste 1re                                                 | Liste 1re                                                 | Liste 2e                                                  | Liste 2e                                                  | Liste 2e                                                  | Participation                                             |
| 2004                                                                                         | 43,85 %                                                   | Jean-Paul Denanot                                         | PS                                                        | 56,15 %                                                   | Raymond Archer                                            | UMP                                                       | 71,08 %                                                   |
| 2010                                                                                         | 39,36 %                                                   | Jean-Paul Denanot                                         | PS                                                        | 40,43 %                                                   | Raymond Archer                                            | UMP                                                       | 55,61 %                                                   |
| 2015                                                                                         | 35,96 %                                                   | Alain Rousset                                             | PS                                                        | 37,72 %                                                   | Virginie Calmels                                          | LR                                                        | 63,64 %                                                   |
| 2021                                                                                         | 43,18 %                                                   | Alain Rousset                                             | PS                                                        | 21,59 %                                                   | Edwige Diaz                                               | RN                                                        | 53,18 %                                                   |
| Élections cantonales, résultats des deux meilleurs scores du dernier tour de scrutin.        |                                                           |                                                           |                                                           |                                                           |                                                           |                                                           |                                                           |
| Année                                                                                        | Élu                                                       | Élu                                                       | Élu                                                       | Battu                                                     | Battu                                                     | Battu                                                     | Participation                                             |
| Azat-le-Ris est répartie sur plusieurs cantons, cf. les résultats de ceux de .               |                                                           |                                                           |                                                           |                                                           |                                                           |                                                           |                                                           |
| 2001                                                                                         | %                                                         |                                                           |                                                           | %                                                         |                                                           |                                                           | indisponible %                                            |
| 2004                                                                                         | %                                                         |                                                           |                                                           | %                                                         |                                                           |                                                           | indisponible %                                            |
| 2008                                                                                         | 65,87 %                                                   | Yvonne Jardel élu au premier tour                         | DVD                                                       | 18,56 %                                                   | Jean-Michel Faury                                         | PS                                                        | 84,73 %                                                   |
| 2011                                                                                         | %                                                         |                                                           |                                                           | %                                                         |                                                           |                                                           | indisponible %                                            |
| Élections départementales, résultats des deux meilleurs scores du dernier tour de scrutin.   |                                                           |                                                           |                                                           |                                                           |                                                           |                                                           |                                                           |
| Année                                                                                        | Élus                                                      | Élus                                                      | Élus                                                      | Battus                                                    | Battus                                                    | Battus                                                    | Participation                                             |
| Azat-le-Ris est répartie sur plusieurs cantons, cf. les résultats de ceux de .               |                                                           |                                                           |                                                           |                                                           |                                                           |                                                           |                                                           |
| 2015                                                                                         | 75,00 %                                                   | Yvonne Jardel et Gérard Rumeau                            | DVD                                                       | 25,00 %                                                   | Christèle Brunet et Jean-Pierre Drieux                    | FG                                                        | 57,14 %                                                   |
| 2021                                                                                         | 43,02 %                                                   | Alain Jouanny et Amandine Sellès                          | DVG                                                       | 56,98 %                                                   | Gérard Rumeau et Marie-Paule Willems                      | LR                                                        | 53,18 %                                                   |
| Référendums.                                                                                 |                                                           |                                                           |                                                           |                                                           |                                                           |                                                           |                                                           |
| Année                                                                                        | Oui (national)                                            | Oui (national)                                            | Oui (national)                                            | Non (national)                                            | Non (national)                                            | Non (national)                                            | Participation                                             |
| 1992                                                                                         | 35,82 % (51,04 %)                                         | 35,82 % (51,04 %)                                         | 35,82 % (51,04 %)                                         | 64,18 % (48,96 %)                                         | 64,18 % (48,96 %)                                         | 64,18 % (48,96 %)                                         | 72,66 %                                                   |
| 2000                                                                                         | 70,42 % (73,21 %)                                         | 70,42 % (73,21 %)                                         | 70,42 % (73,21 %)                                         | 29,58 % (26,79 %)                                         | 29,58 % (26,79 %)                                         | 29,58 % (26,79 %)                                         | 38,49 %                                                   |
| 2005                                                                                         | 36,99 % (45,33 %)                                         | 36,99 % (45,33 %)                                         | 36,99 % (45,33 %)                                         | 63,01 % (54,67 %)                                         | 63,01 % (54,67 %)                                         | 63,01 % (54,67 %)                                         | 77,55 %                                                   |

### Liste des maires
| Période                                  | Période  | Identité                                     | Étiquette | Qualité                   |
| ---------------------------------------- | -------- | -------------------------------------------- | --------- | ------------------------- |
| Les données manquantes sont à compléter. |          |                                              |           |                           |
| 1894                                     | 1925     | Gonzague Marie Joseph du Cheyron du Pavillon |           | Chevalier de Malte, comte |
| 1925                                     | 1931     | Henry de Labeige                             |           |                           |
| 1931                                     | 1944     | Alphonse Charreau                            |           |                           |
| 1944                                     | 19??     | Marc Liobet                                  |           |                           |
| 1974                                     | 2001     | Robert Salberg                               |           |                           |
| 2001                                     | 2020     | Jacques Benot                                |           | Agriculteur               |
| 2020                                     | En cours | Laurent Brégeaud                             |           |                           |

### Jumelages
Azat-le-Ris est jumelée avec les communes alsaciennes de Steinseltz et Wingen. La signature officielle des conventions de jumelage entre les communes a eu lieu à Azat-le-Ris le 27 mai 2023. Auparavant, ces communes s'étaient liées d'amitié en souvenir de la Seconde Guerre mondiale, au cours de laquelle les habitants de ces villages alsaciens furent installés à Azat-le-Ris.

## Population et société

### Démographie
L'évolution du nombre d'habitants est connue à travers les recensements de la population effectués dans la commune depuis 1793. Pour les communes de moins de 10 000 habitants, une enquête de recensement portant sur toute la population est réalisée tous les cinq ans, les populations de référence des années intermédiaires étant quant à elles estimées par interpolation ou extrapolation. Pour la commune, le premier recensement exhaustif entrant dans le cadre du nouveau dispositif a été réalisé en 2005.

En 2022, la commune comptait 240 habitants, en évolution de −7,69 % par rapport à 2016 (Haute-Vienne : −0,68 %, France hors Mayotte : +2,11 %).
| 1793 | 1800 | 1806 | 1821 | 1831 | 1836 | 1841 | 1846 | 1851 |
| ---- | ---- | ---- | ---- | ---- | ---- | ---- | ---- | ---- |
| 605  | 641  | 690  | 697  | 662  | 697  | 731  | 775  | 812  |

| 1856 | 1861 | 1866 | 1872 | 1876  | 1881  | 1886  | 1891  | 1896  |
| ---- | ---- | ---- | ---- | ----- | ----- | ----- | ----- | ----- |
| 845  | 893  | 970  | 982  | 1 045 | 1 009 | 1 070 | 1 090 | 1 082 |

| 1901  | 1906  | 1911  | 1921 | 1926 | 1931 | 1936 | 1946 | 1954 |
| ----- | ----- | ----- | ---- | ---- | ---- | ---- | ---- | ---- |
| 1 080 | 1 094 | 1 022 | 813  | 777  | 767  | 750  | 722  | 660  |

| 1962 | 1968 | 1975 | 1982 | 1990 | 1999 | 2005 | 2006 | 2010 |
| ---- | ---- | ---- | ---- | ---- | ---- | ---- | ---- | ---- |
| 611  | 558  | 468  | 381  | 310  | 294  | 271  | 279  | 263  |

| 2015 | 2020 | 2022 | - | - | - | - | - | - |
| ---- | ---- | ---- | - | - | - | - | - | - |
| 261  | 240  | 240  | - | - | - | - | - | - |

### Enseignement
Azat-le-Ris est située dans l'académie de Limoges.
Aucun établissement scolaire n'est situé dans la commune. L'école maternelle et primaire publique a fermé ses portes en 1986.
Les enfants de la commune sont scolarisés pour le niveau maternel et primaire sur les communes de Lathus-Saint-Rémy, Le Dorat ou Brigueil-le-Chantre.
Le collège de secteur est celui du Dorat. Les lycées les plus proches sont le lycée général de Bellac, le lycée professionnel du Dorat et le lycée agricole de Magnac-Laval.

### Santé
Azat-le-Ris ne possède, sur son territoire, ni hôpital, ni pharmacie, ni cabinet médical. Les services les plus proches sont situés sur la commune du Dorat.

### Sports

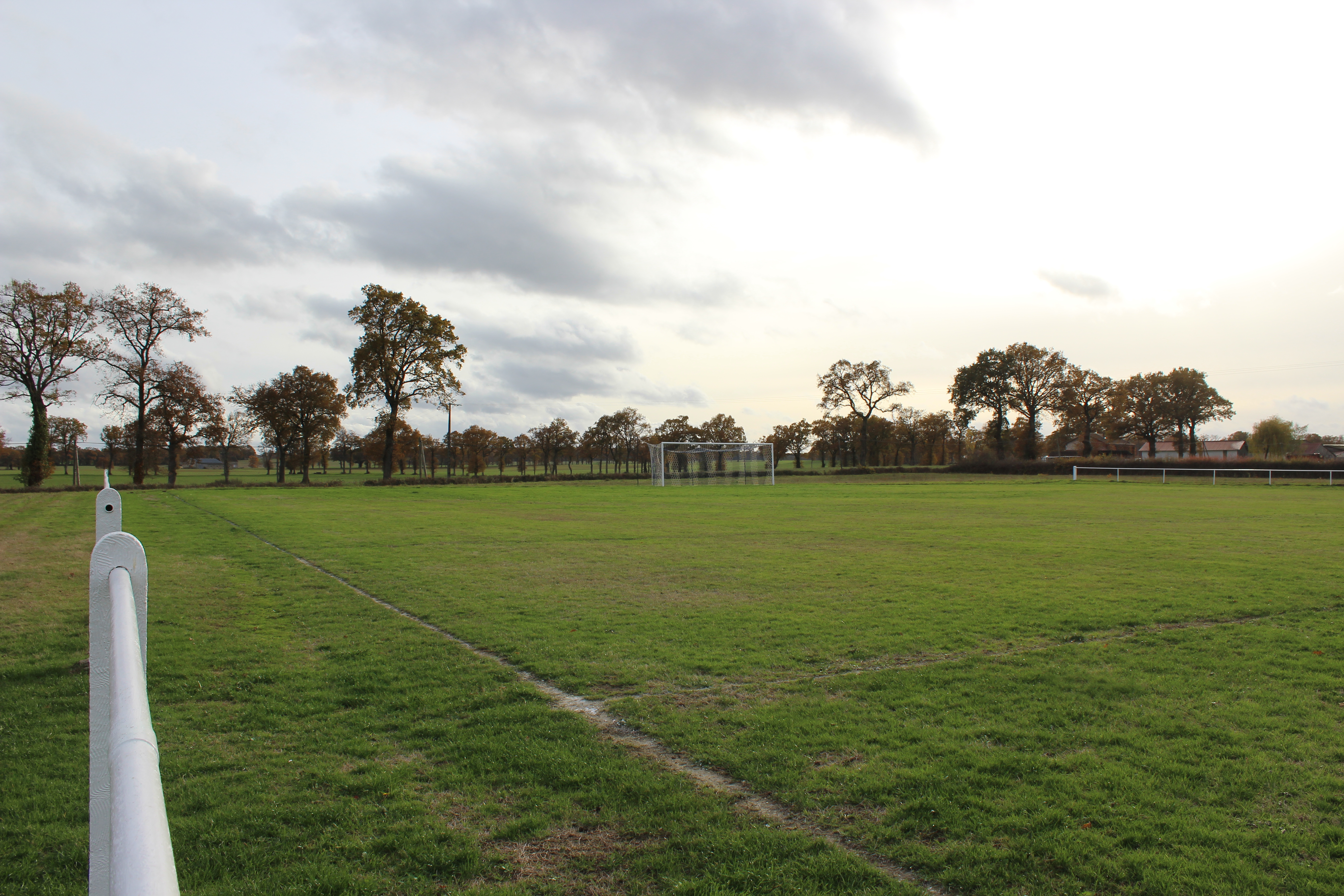
Vue sur le stade de football Claude Leroy d'Azat-le-Ris (87).

Le club de football amateur de la commune, l'A.S. Azat-le-Ris, évolue en 5e division du district départemental de la Haute-Vienne (ligue du Centre-Ouest de football). L'équipe joue, à domicile, au stade Claude-Leroy.

## Économie

### Revenus de la population et fiscalité
En 2010, le revenu fiscal médian par ménage était de 19 813 €, ce qui plaçait Azat-le-Ris au 30 262e rang parmi les 31 525 communes de plus de 39 ménages en métropole.

## Culture locale et patrimoine

### Lieux et monuments
- Vestiges néolithiques et gallo-romains.
- L'église Saint-Genest, bâtiment de style roman du XIIe siècle, est inscrite à l'inventaire des monuments historiques depuis le 6 février 1926[55]. Une statuette représentant une Vierge à l'Enfant du XVe siècle est classée comme objet à l'inventaire des monuments historiques depuis le 16 avril 1954[56].
- Le château de Puymesnil a été construit construit au XIXe siècle par la famille Ducoux. De style XVIIe siècle, le château est situé au centre d'un parc et de champs. En 2013, il appartient à la famille du Cheyron du Pavillon.
- Le château de Ris-Chauveron a été construit au XIXe siècle, il est situé au milieu de plusieurs étangs.

### Personnalités liées à la commune
- Famille de Chauveron
- Adolphe Baudon de Mony (28 mars 1819, Toulouse - 9 juin 1888, château de Ris-Chauveron), administrateur, militant chrétien et philanthrope français.
- Charles Baudon de Mony (15 juin 1862, Paris - 20 novembre 1912, château de Ris-Chauveron), historien français.

### Héraldique, logotype et devise
|  | Les armoiries d'Azat-le-Ris se blasonnent ainsi : D'azur aux trois fleurs de lys d'or, à la bande abaissée cousue de gueules chargée de trois lionceaux d'argent, à l'écusson d'argent au pal bandé d'or et de sable, brochant en cœur sur le tout. |